# Gilia millefoliata
Gilia millefoliata là một loài thực vật có hoa trong họ Polemoniaceae. Loài này được Fisch. & C.A.Mey. mô tả khoa học đầu tiên năm 1839.